# Panhandle
Panhandle et et engelsksproget begreb, som dækker over en mindre, udstikkende del af et landområde. Den har samme form som en halvø, men ordet panhandle bruges normalt ikke om landområder der omgivet af vand på tre sider. Ordet betyder egentlig et håndtag (eller skaft) til en stegepande eller gryde. Begrebet er opstået i USA i midten af 1800-tallet, hvor det blev brugt om en del af West Virginia, men bruges i dag om områder i adskillige af USA's stater. Således er der panhandles i de følgende stater:
- Alaska
- Connecticut - Den sydvestlige del af Fairfield County.en
- Florida - The Florida Panhandle omfatter de vestligste dele af staten, et område, der er omkring 300 km langt og mellem 75 og 150 km bredt. Omvendt kan man sige at resten af Florida udgør USA's panhandle.
- Idaho
- Maryland
- Nebraska
- Oklahoma
- Texas - 26 amter i det nordlige Texasen udgør et panhandle (se kortet). Desuden findes også the Trans-Pecos i det vestlige Texas, der dækker 9 amter og i nogle tilfælde regnes for at være et panhandle.
- West Virginia - West Virginia har to panhandles. Det nordligeen omfatter de fire nordligste amter i staten, og det østligeen omfatter enten de tre eller de otte østligste amter (afhængig af hvor bredt man definerer det).

Betegnelsen bruges stort set ikke uden for USA, men tilsvarende landområder findes naturligvis mange steder i verden. For eksempel kunne Caprivi-striben i Namibia og de syv nordøstlige stater i Indien kaldes for "panhandles".

## Fodnoter
1. ↑  America's Panhandles, Ranked From 1 to 10 hentet 9.december 2020

 Der er for få eller ingen kildehenvisninger i denne artikel, hvilket er et problem. Du kan hjælpe ved at angive troværdige kilder til de påstande, som fremføres i artiklen.